# Félix Goblet d'Alviella
Félix A. Goblet d'Alviella (Ixelles, Regió de Brussel·les-Capital, 26 de maig de 1884 – Brussel·les, 7 de febrer de 1957) va ser un tirador d'esgrima belga que va competir en els anys posteriors a la Primera Guerra Mundial. Es va casar amb Eva Boël (1883–1956), i fou el pare de Jean Goblet d'Alviella. Era fill d'Eugène Goblet d'Alviella.
El 1920 va prendre part en els Jocs Olímpics d'Anvers, on disputà tres proves del programa d'esgrima. En la prova d'espasa per equips guanyà la medalla de plata, mentre en la de espasa individual fou desè i en la de sabre individual quedà eliminat en sèries.
El 1924, als Jocs de París, disputà una sopa prova del programa d'esgrima, la de sabre per equips, on fou eliminat en sèries.